# Godło Indii
Godło Indii – godło i symbol Indii.

## Opis

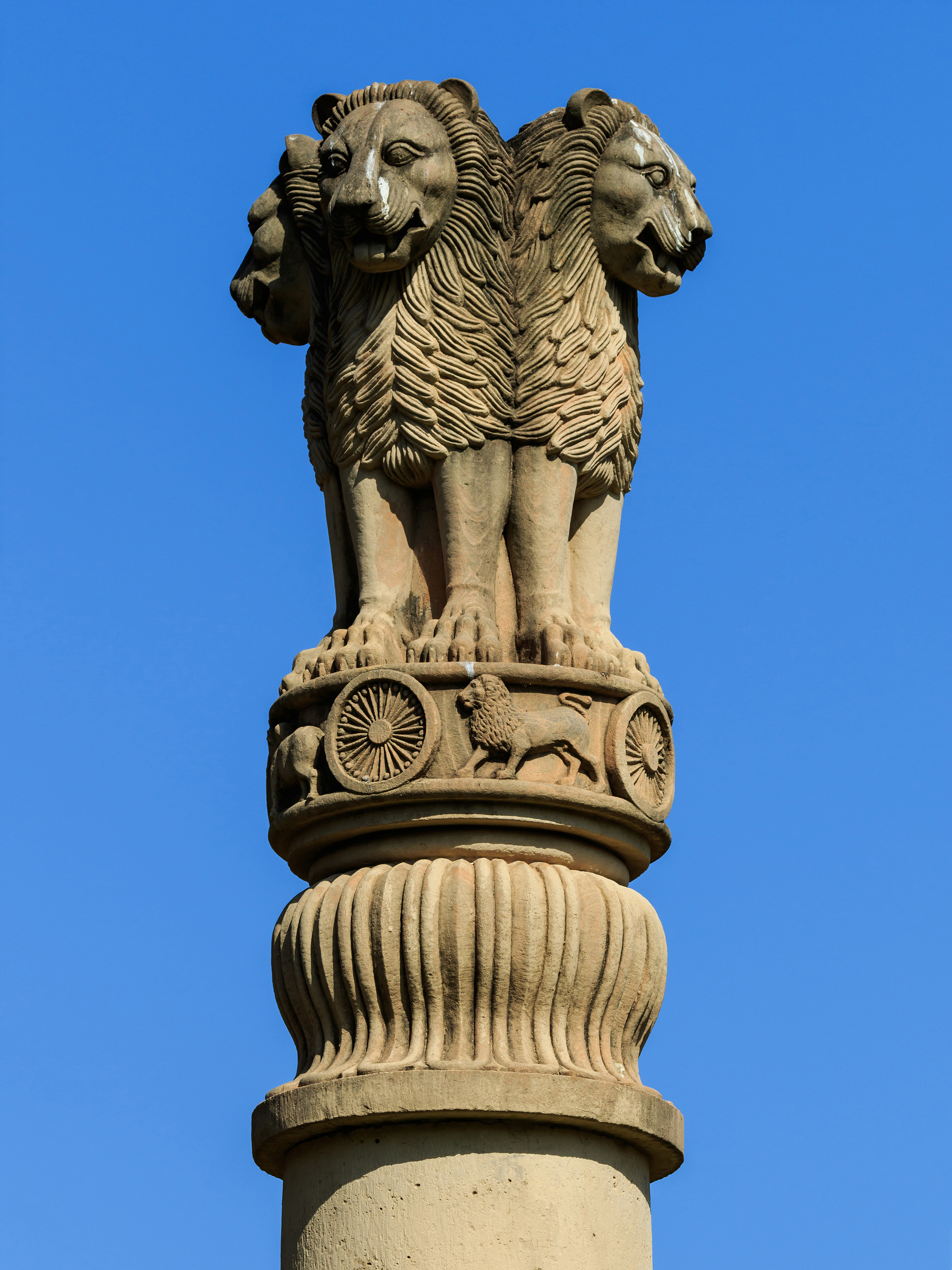
Kapitel kolumny Aśoki

Godło Indii jest adaptacją wyobrażenia z kapitelu jednej z tzw. kolumn Aśoki, pochodzącego z Sarnath, przechowywanego w tamtejszym muzeum archeologicznym. Rzeźba przypomina kształtem kwiat lotosu; składa się z czterech lwów symbolizujących cztery szlachetne prawdy buddyzmu. Figury stoją tyłem do siebie na graficznym przedstawieniu Koła Dharmy. Poniżej zauważyć można postacie słonia (po stronie wschodniej), lwa (północnej), galopującego konia (południowej) i byka (zachodniej), które w mitologii indyjskiej oznaczają kolejno: sen, jaki przytrafił się matce Buddy, Mai, odwagę oraz moment, w którym Siddhartha Gautama opuszcza dom w poszukiwaniu nirwany. Figury porozdzielane są owalnymi kształtami czakrów; jeden z nich znajduje się na obecnej fladze Indii. Pod spodem znajduje się napis w sanskrycie सत्यमेव जयते (pol. Prawda zawsze zwycięża). Obfite użycie symboliki buddyjskiej związane jest z samym Aśoką, najwybitniejszym przedstawicielem dynastii Maurjów, który przeszedł około 250 p.n.e. na tę wiarę i stał się jej gorliwym wyznawcą. Był to jedyny władca, który zdołał zjednoczyć Indie w granicach porównywalnych do współczesnych.

## Godłastanów i terytoriów
Większość stanów i terytoriów związkowych w Indiach ma własne godło państwowe, pieczęć lub herb, które są używane jako oficjalny symbol rządowy. Sześć stanów i pięć terytoriów związkowych używa godła Indii jako oficjalnej pieczęci rządowej.

Asam
Bihar
Chhattisgarh
Gudźarat
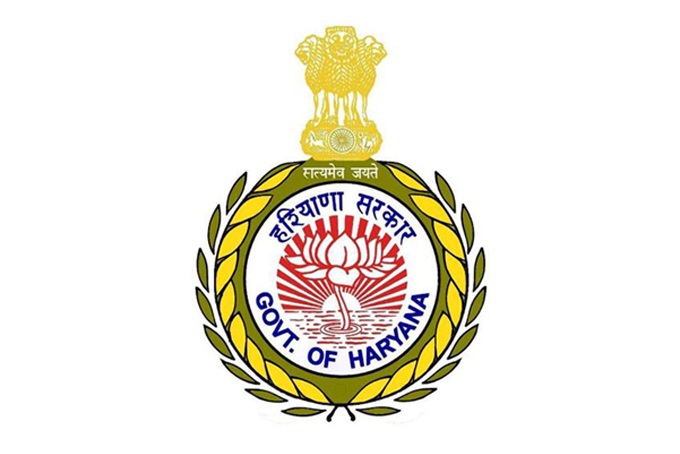
Hariana
Jharkhand
Karnataka
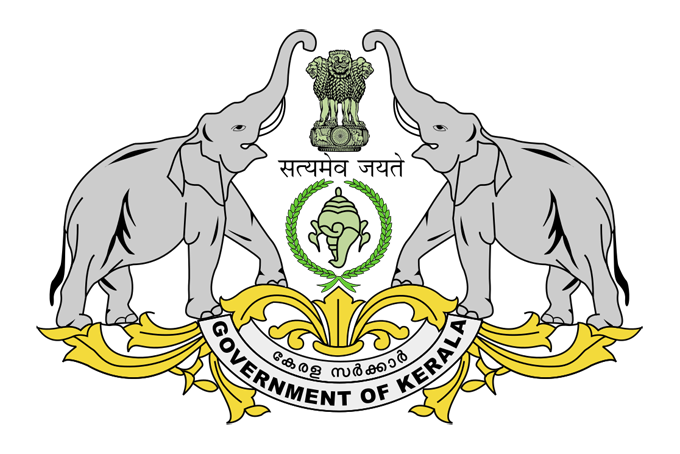
Kerala
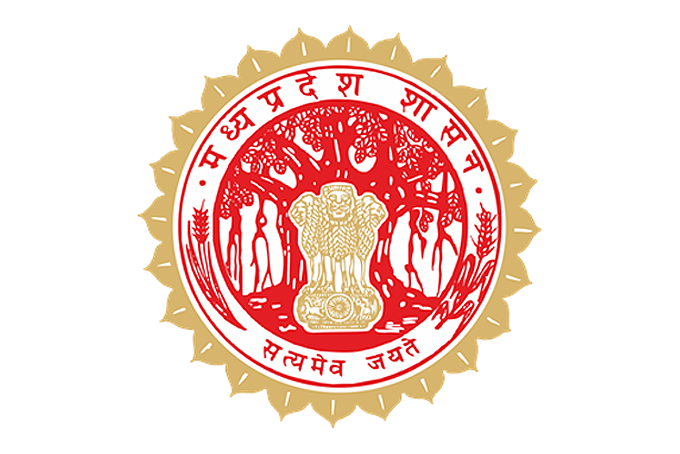
Madhya Pradesh
Maharasztra
Meghalaya
Mizoram
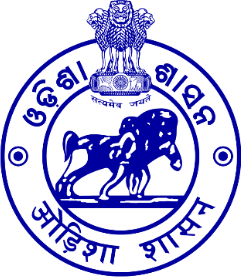
Orisa
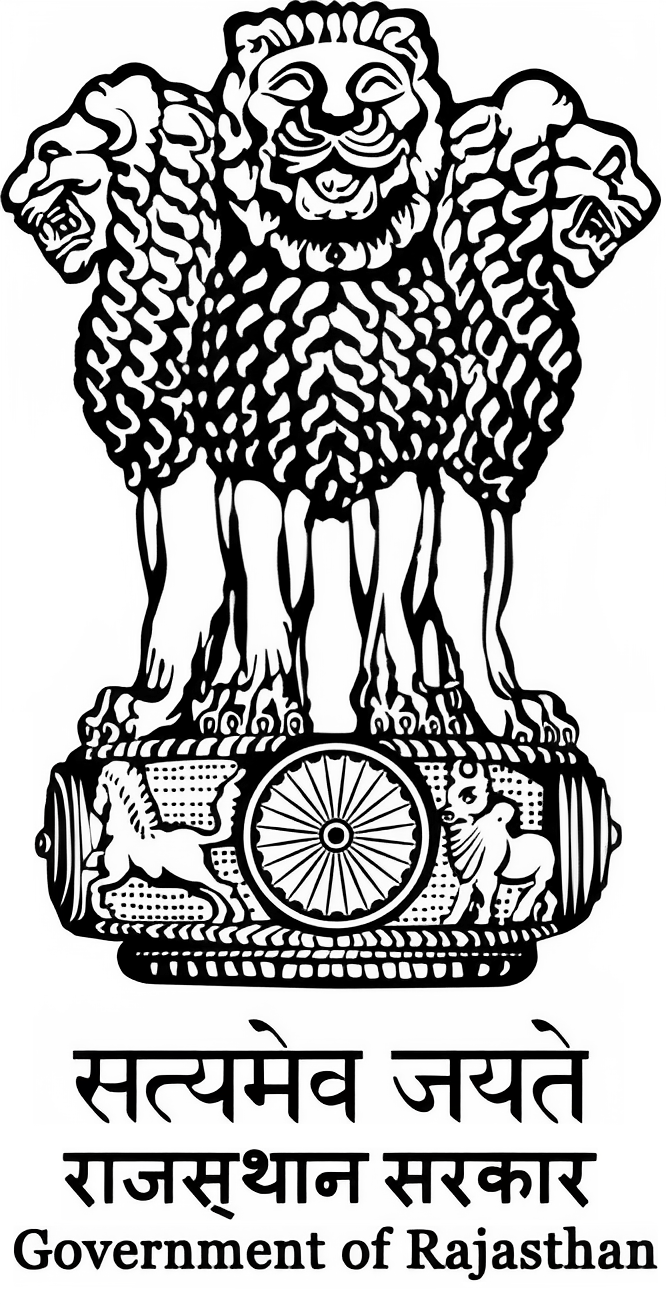
Radżastan
Sikkim
Tamilnadu
Tripura
Uttar Pradesh
Andamany i Nikobary
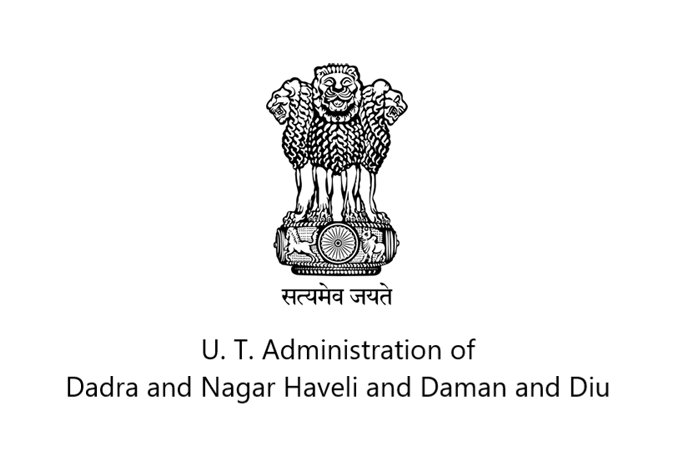
Daman i Diu i Dadra i Nagarhaweli
Delhi
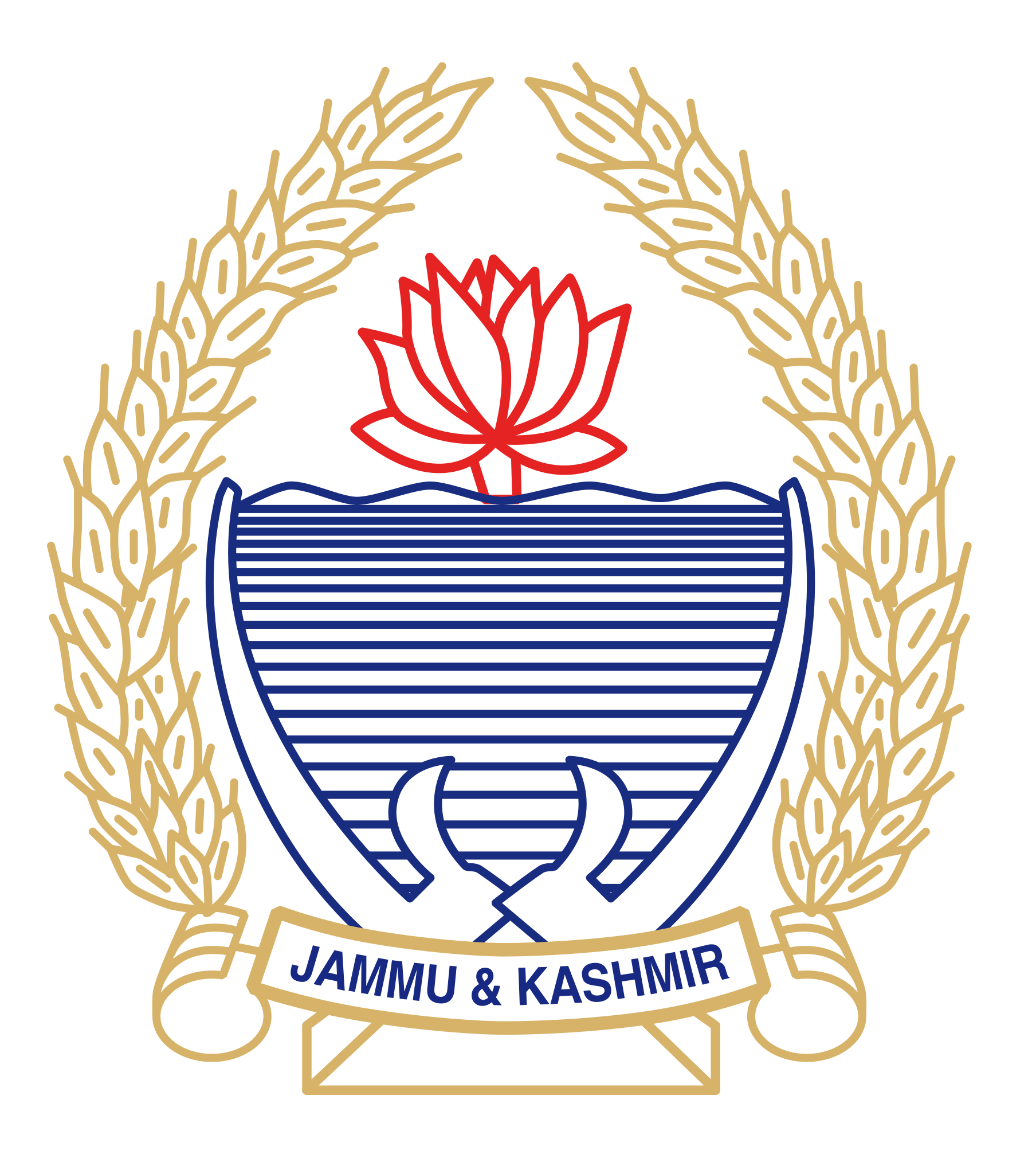
Dżammu i Kaszmir
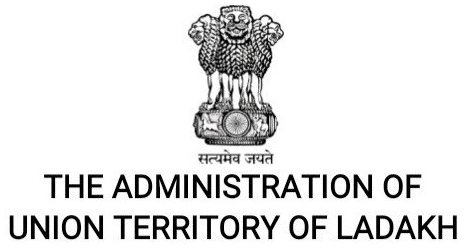
Ladakh
Puducherry

## Historia

### Przed-kolonialne Indie

Godło Imperium Mogołów

### Indie Portugalskie

Herb Portugalskich Indii 1600–1935
Herb portugalskich Indii 1935–1951
Herb portugalskich Indii 1951–1961
Tarcza

### Indie Brytyjskie

Herb Brytyjskiej Kompanii Wschodnioindyjskiej
Gwiazda Indii, godło używane w Indiach podczas brytyjskiego panowania.

#### Niektóre księstwa w Indiach Brytyjskich
Wszystkie księstwa przestały istnieć na przełomie lat 40 i 50, po niepodległości Indii. W nawiasie podano nazwę stanu w którym leżą ziemie dawnych księstw.  

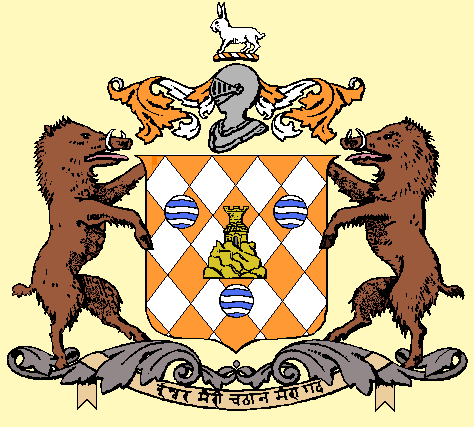
Alirajpur (Madhya Pradesh)
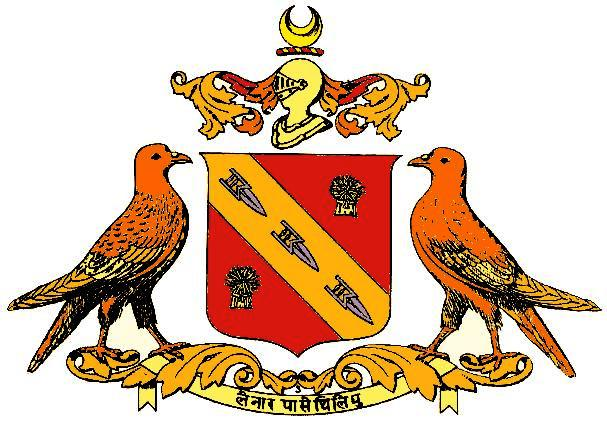
Balasinor (Gudźarat)
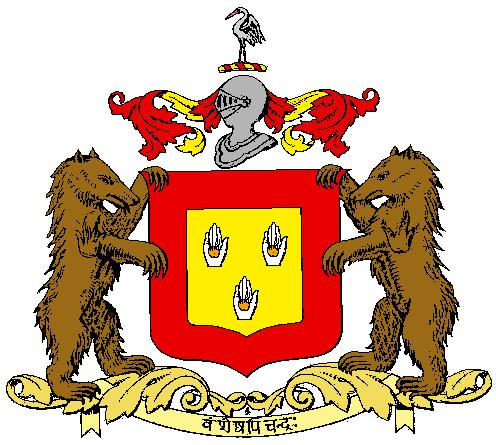
Bansda (Gudźarat)
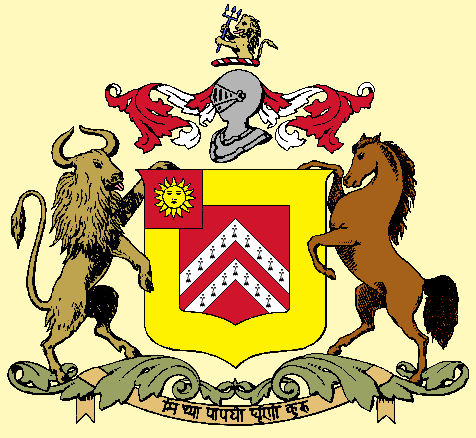
Banswara (Radżastan)
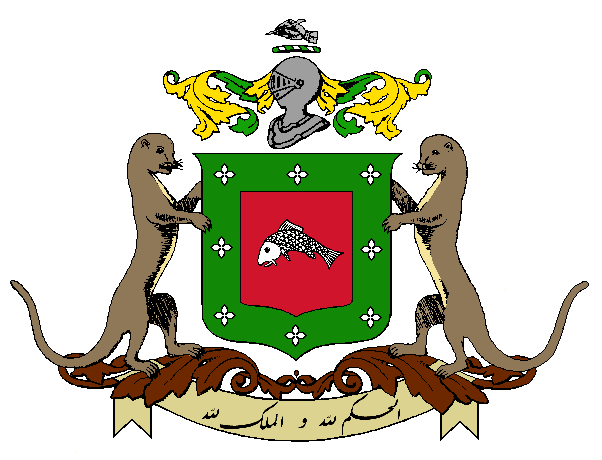
Baoni (Uttar Pradesh)
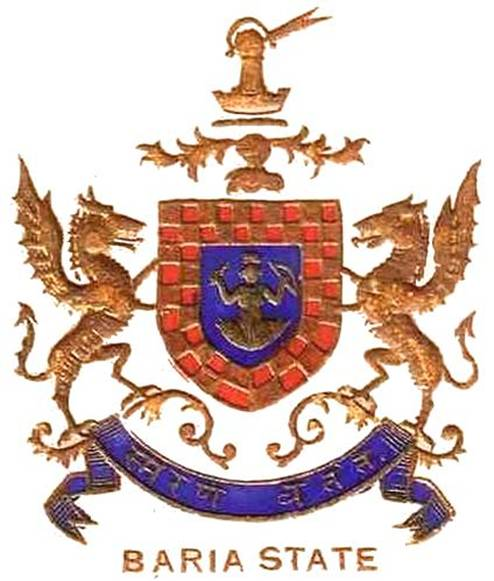
Baria (Gudźarat)
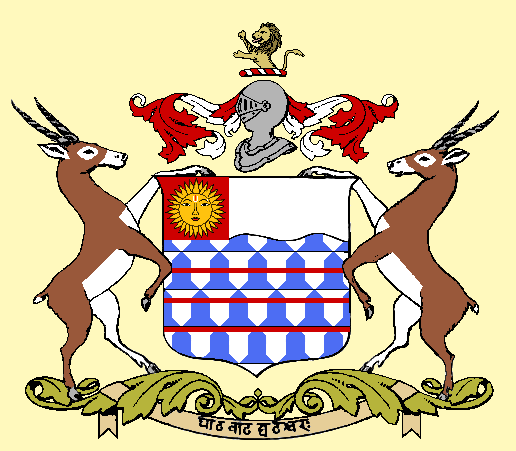
Barwani (Madhya Pradesh)
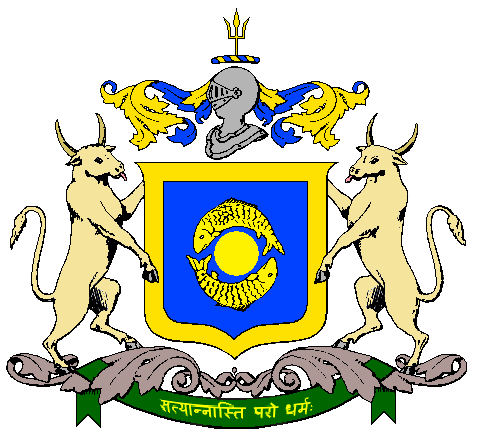
Benares (Uttar Pradesh)
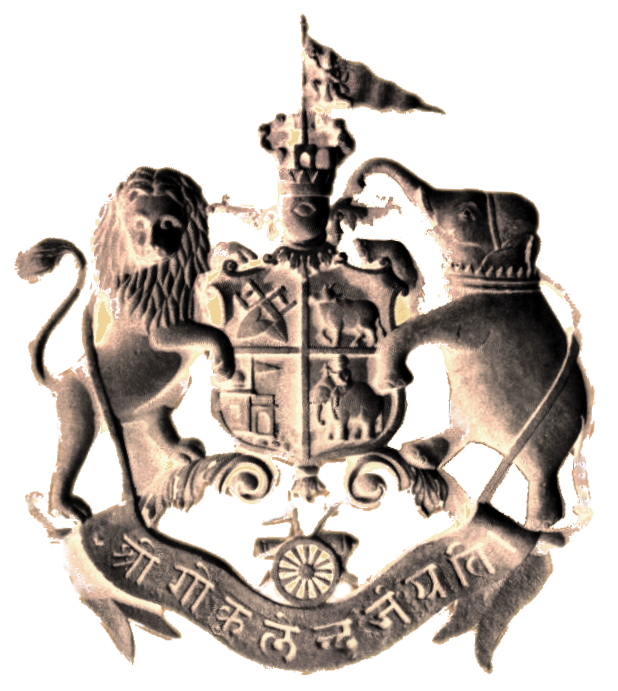
Bharatpur (Radżastan)
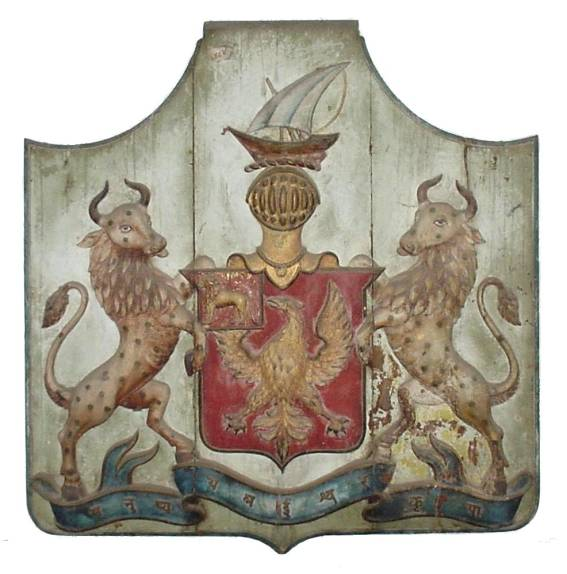
Bhavnagar (Gudźarat)
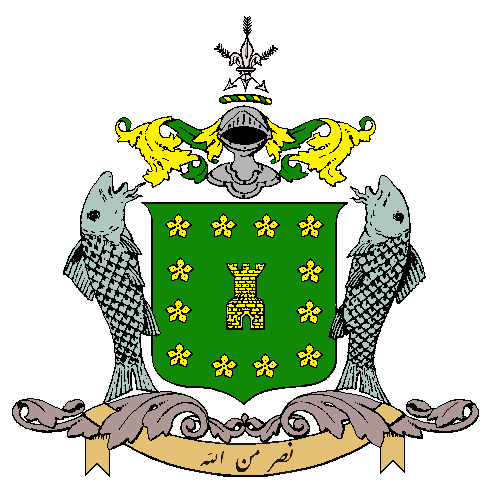
Bhopal (Madhya Pradesh)
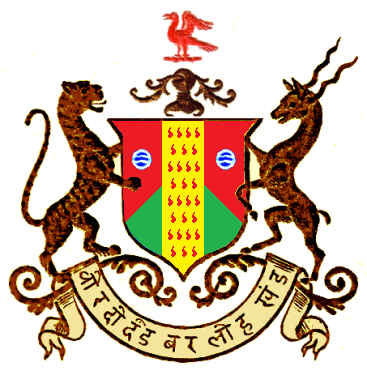
Bijawar (Madhya Pradesh)
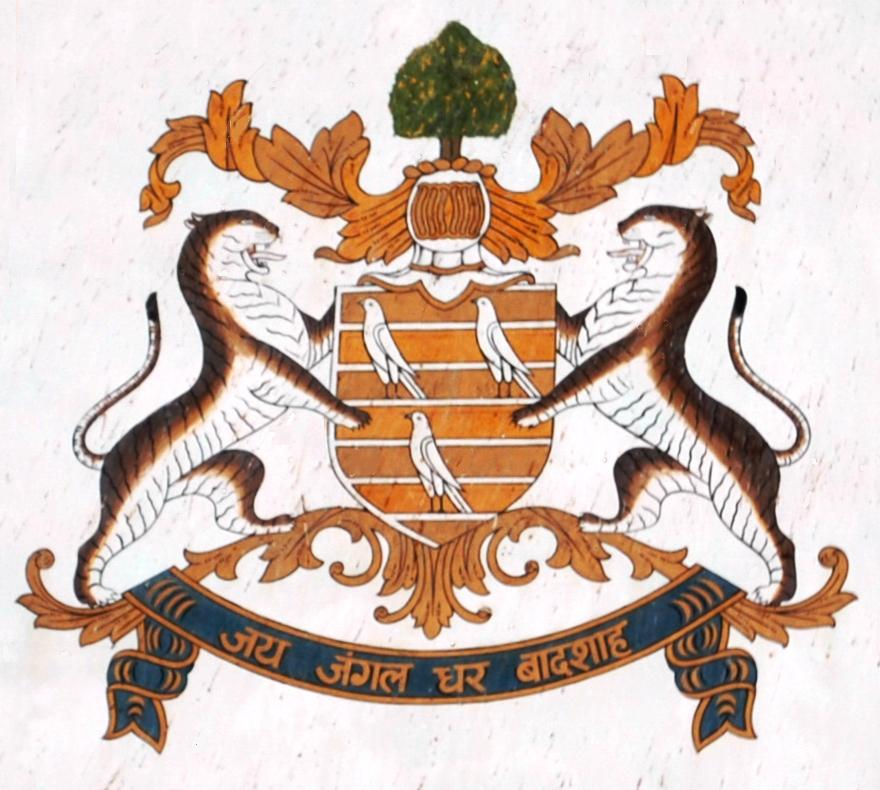
Bikaner (Radżastan)
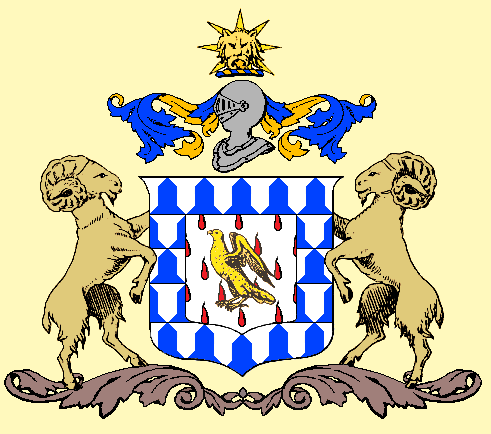
Chamba (Himachal Pradesh)
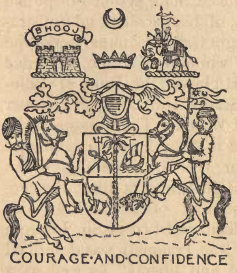
Kaććh (Gudźarat)
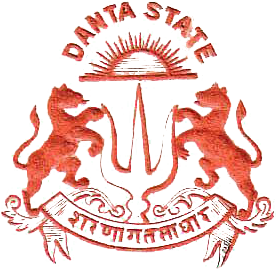
Danta (Gudźarat)
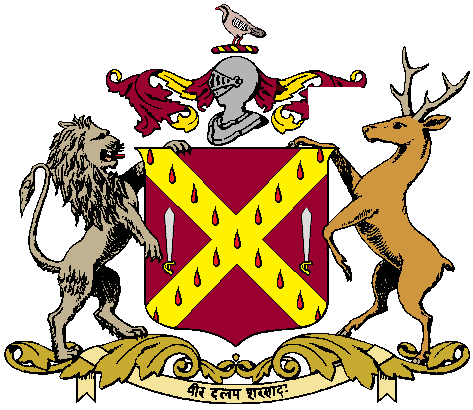
Datia (Madhya Pradesh)
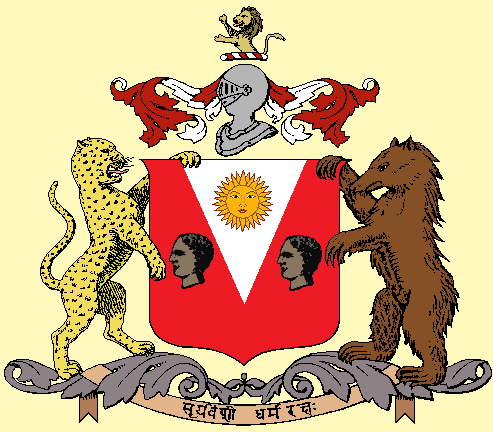
Dharampur (Gudźarat)
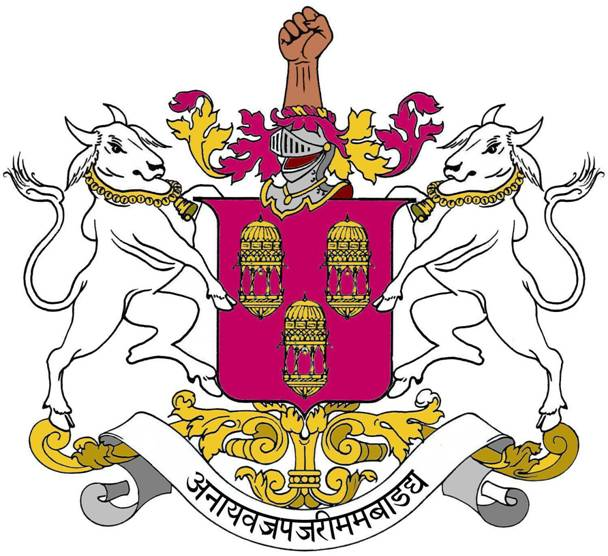
Dhrangadhra (Gudźarat)
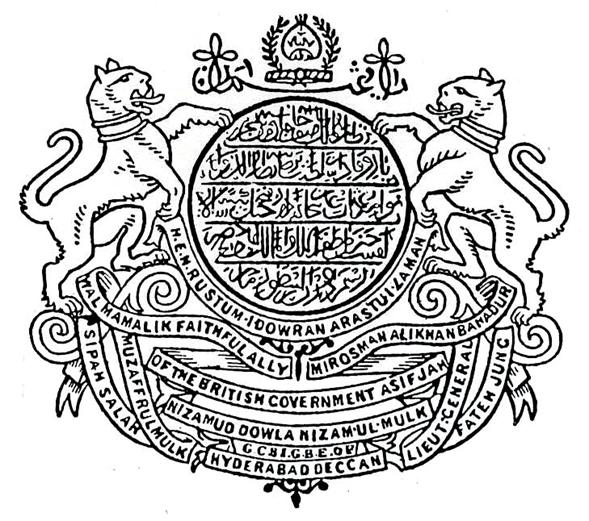
Hajdarabad (Maharasztra, Karnataka i Andhra Pradesh)
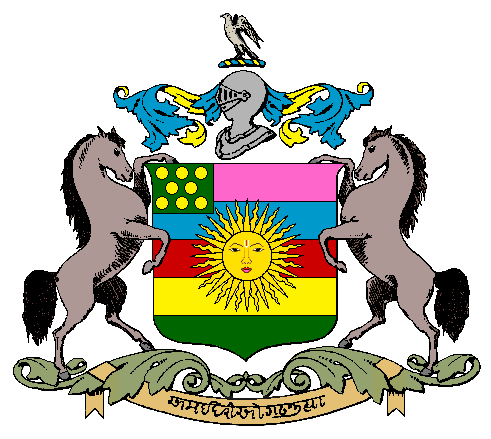
Idar (Gudźarat)
Jaipur (Radżastan)
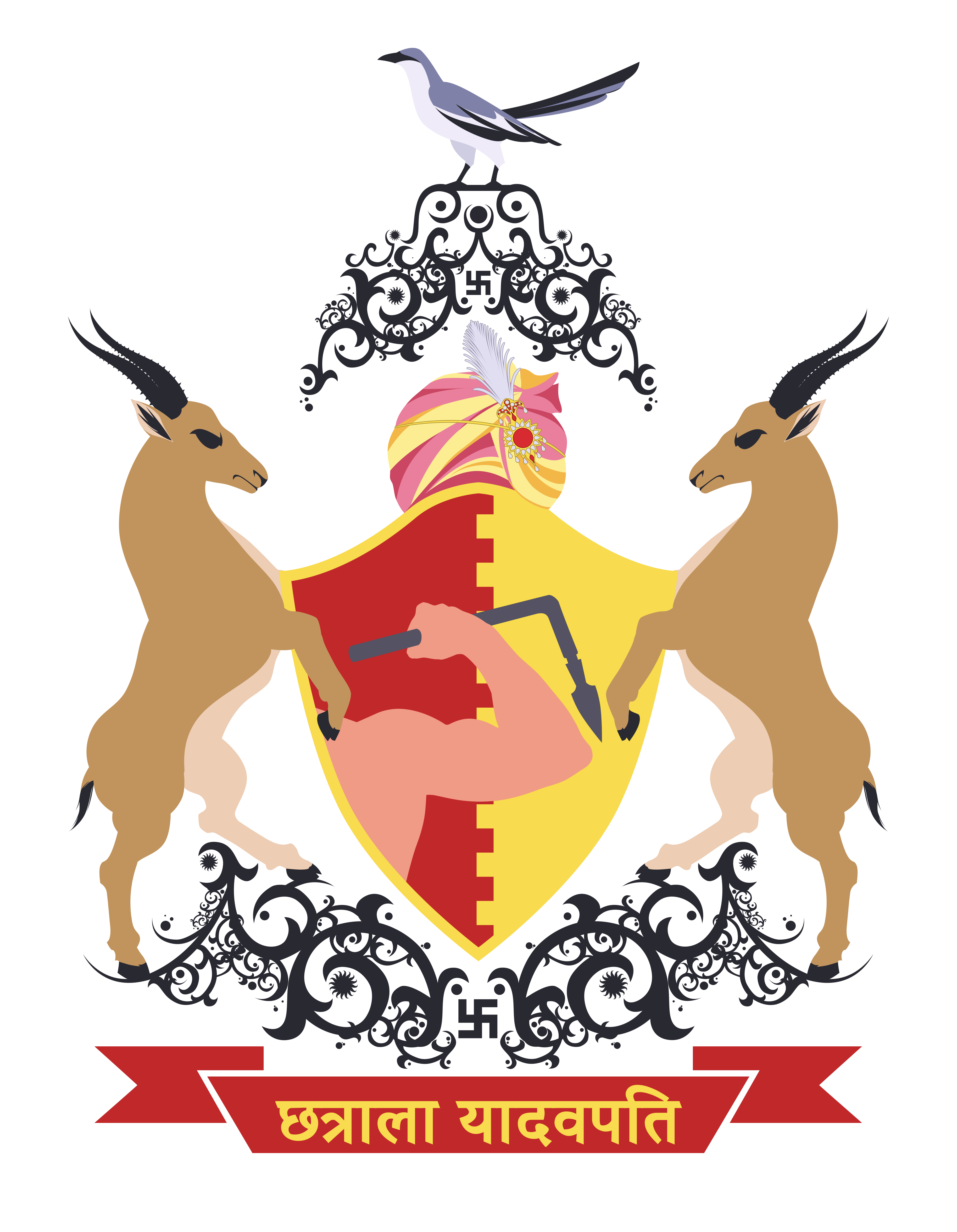
Jaisalmer (Radżastan)
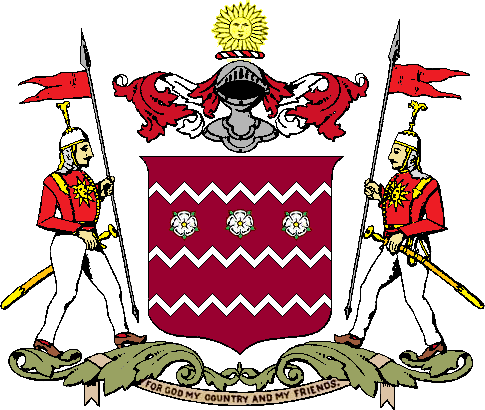
Dżammu i Kaszmir (Dżammu i Kaszmir, Ladakh oraz Azad Dżammu i Kaszmir, Gilgit-Baltistan w Pakistanie)
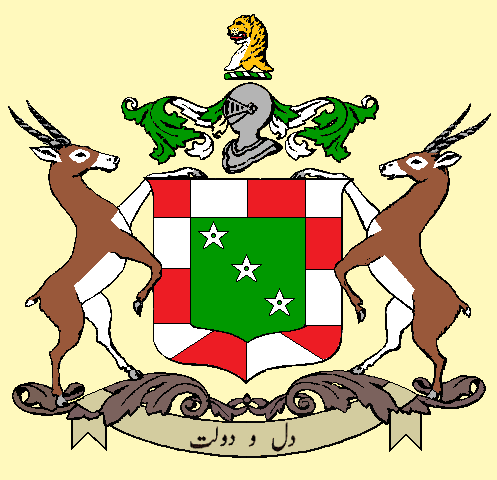
Jaora (Madhya Pradesh)
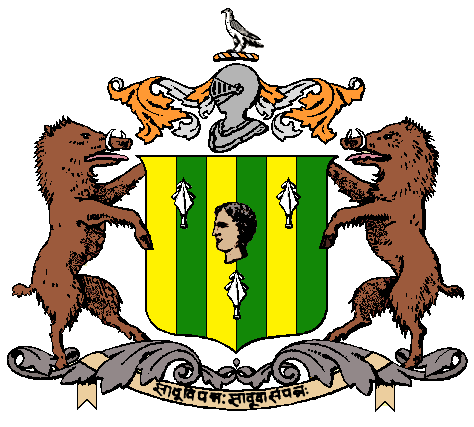
Jhabua (Madhya Pradesh)
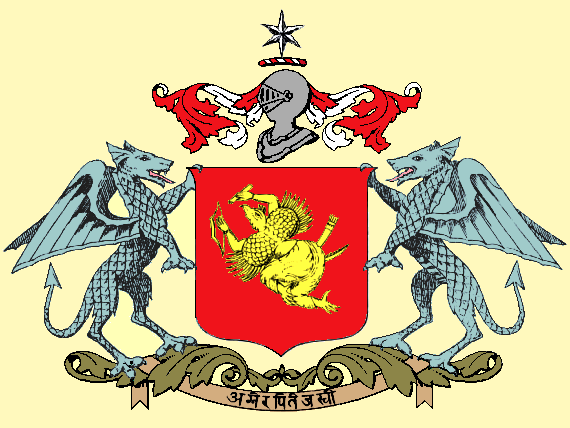
Jhalawar (Radżastan)
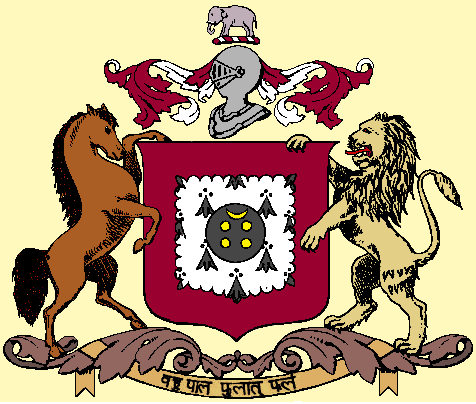
Jind (Pendżab)
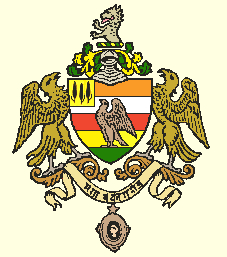
Jodhpur (Radżastan)
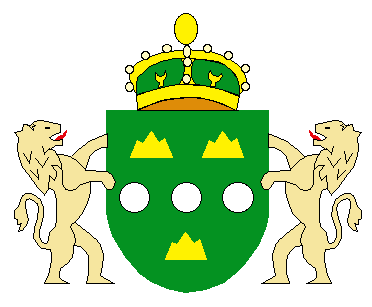
Junagadh (Gudźarat)
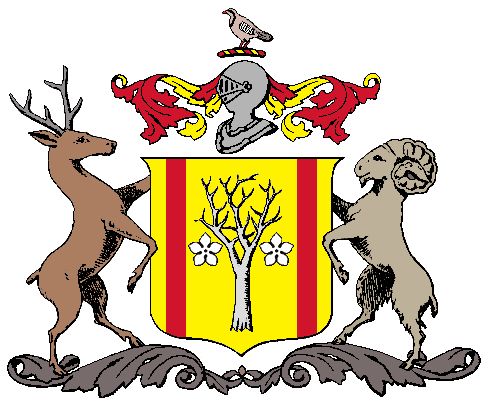
Kahlur (Himachal Pradesh)
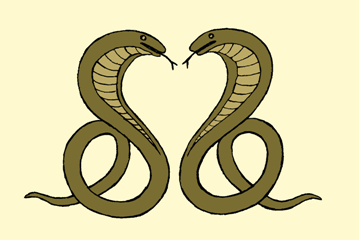
Kalahandi (Orisa)
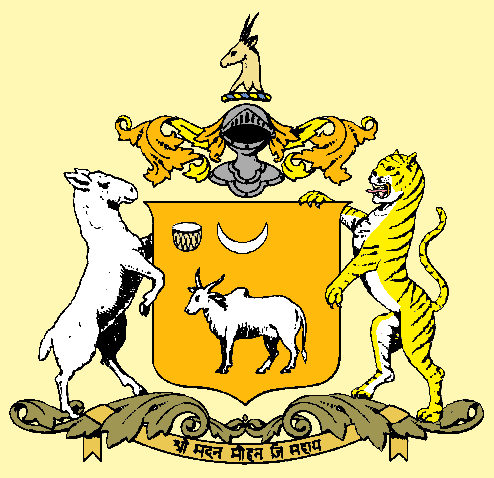
Karauli (Radżastan)
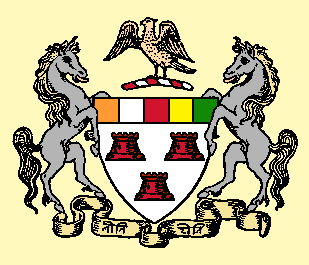
Kishangarh (Radżastan)
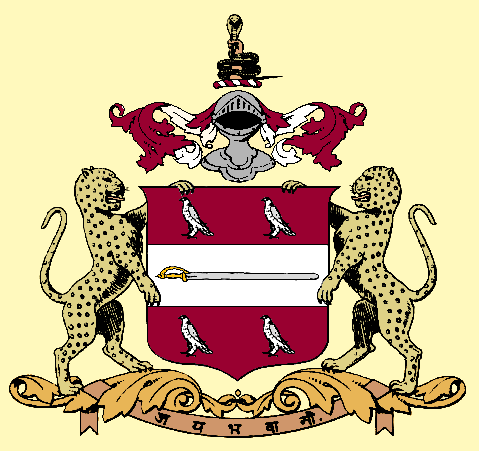
Kolhapur (Maharasztra)
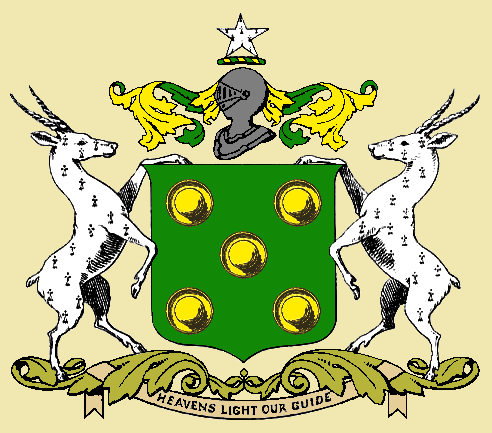
Malerkotla (Pendżab)
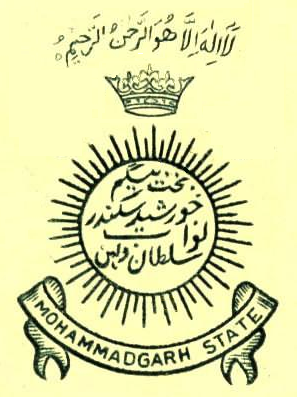
Mohammadgarh (Madhya Pradesh)
Majsur (Karnataka)
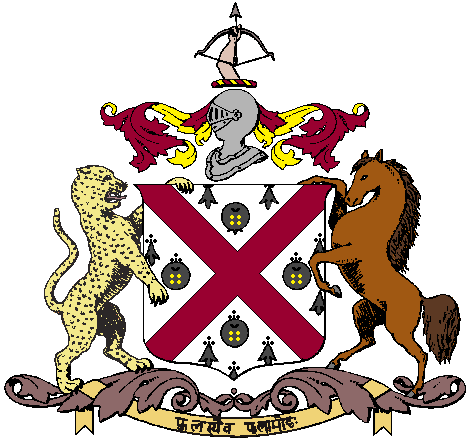
Nabha (Pendżab)
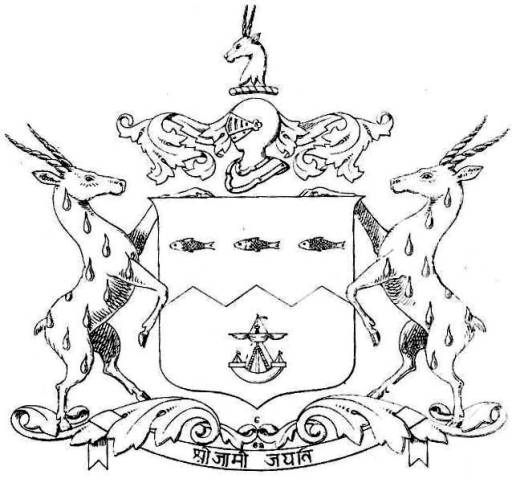
Nawanagar (Gudźarat)
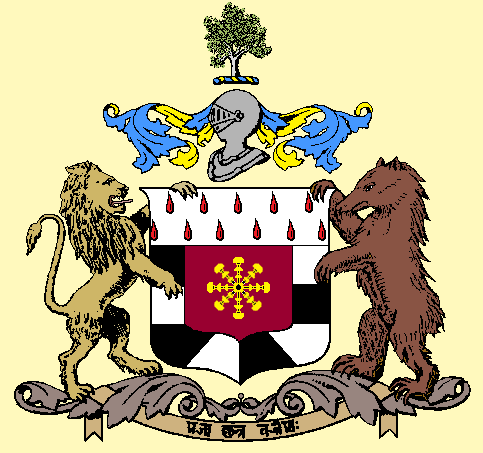
Panna (Madhya Pradesh)
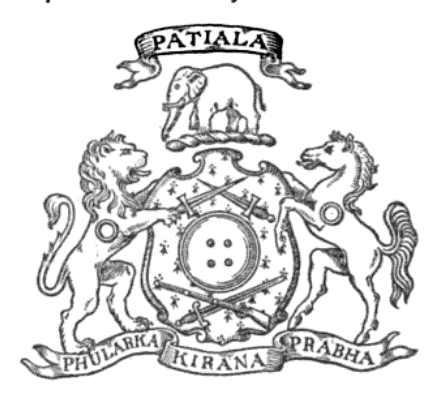
Patiala (Pendżab, Haryana)
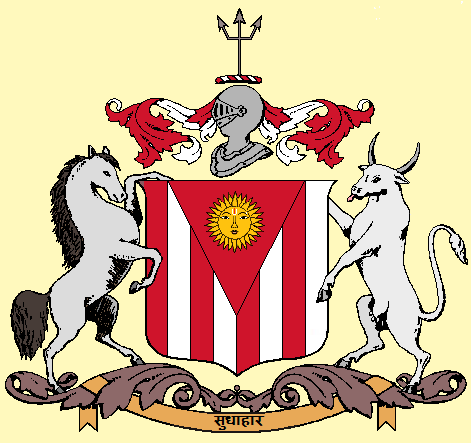
Pratapgarh (Radżastan)
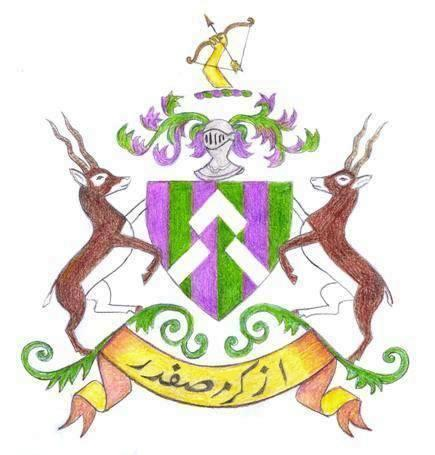
Radhanpur (Gudźarat)
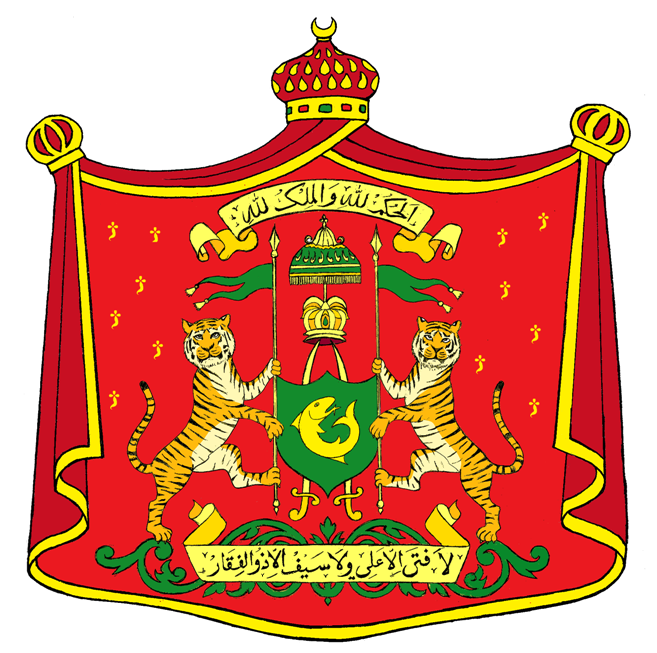
Rampur (Uttar Pradesh)
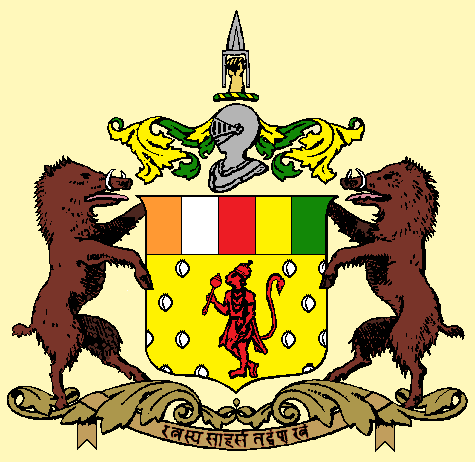
Ratlam (Madhya Pradesh)
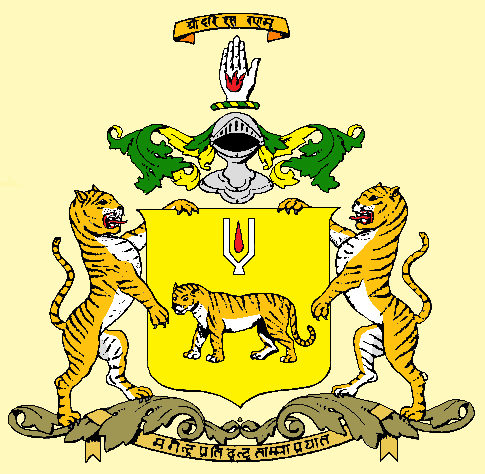
Rewa (Madhya Pradesh)
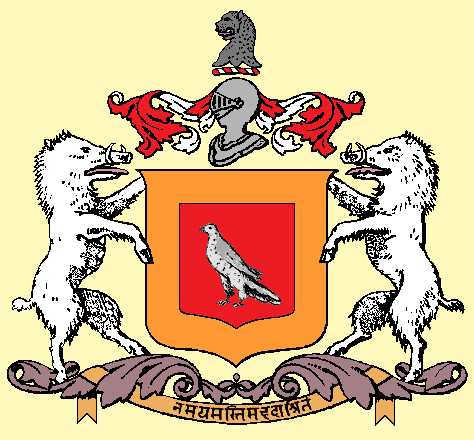
Sailana (Madhya Pradesh)
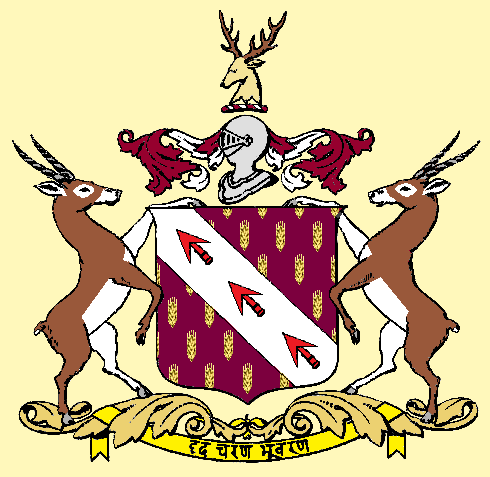
Samthar (Uttar Pradesh)
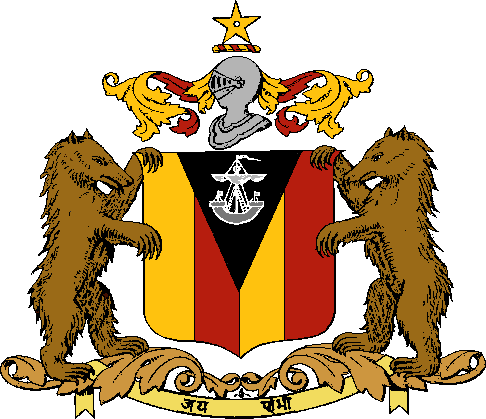
Sawantwadi (Maharasztra)
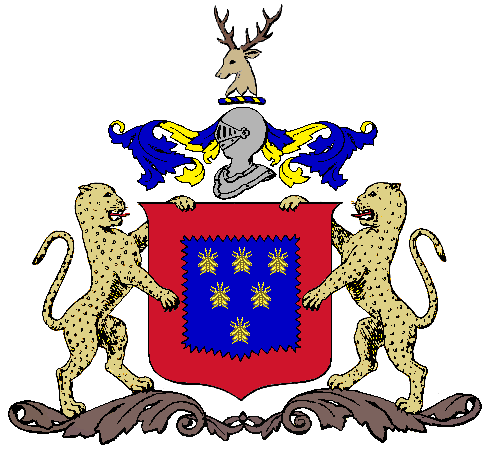
Sirmur (Himachal Pradesh)
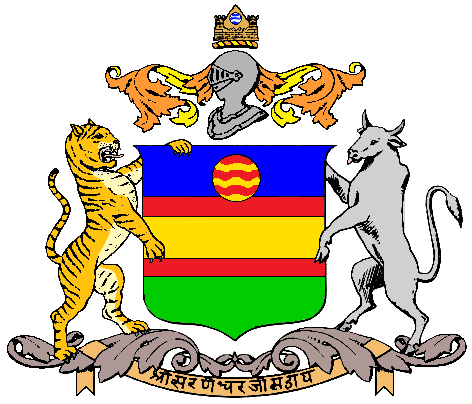
Sirohi (Radżastan)
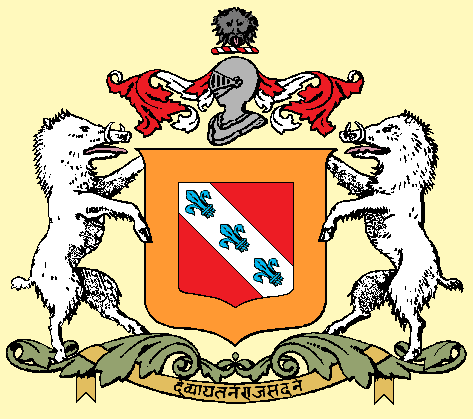
Sitamau (Madhya Pradesh)
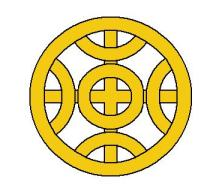
Sonepur (Orisa)
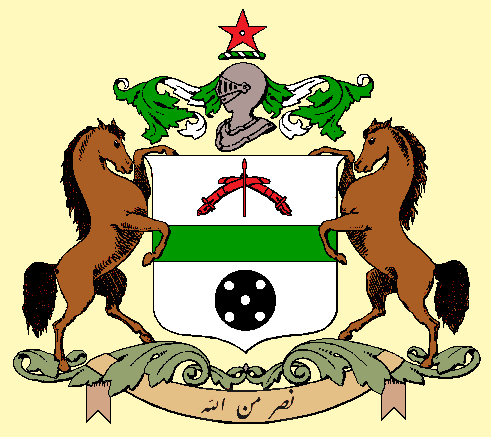
Tonk (Radżastan)
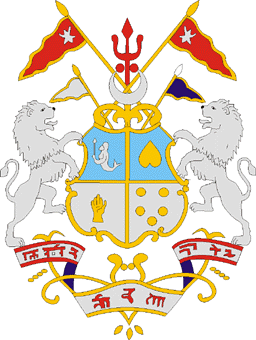
Tripura (Tripura)
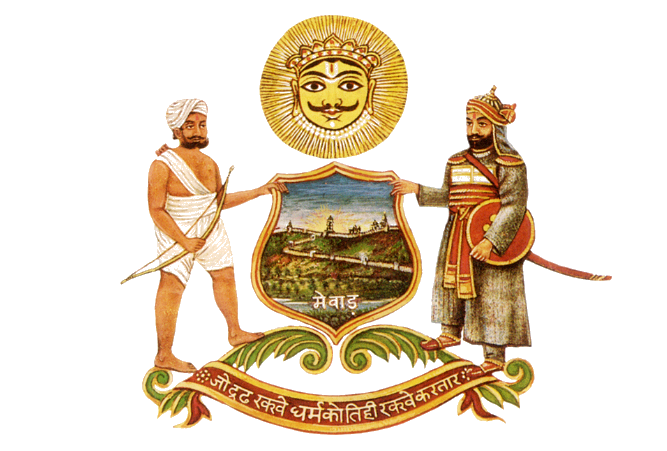
Udaipur (Radżastan)
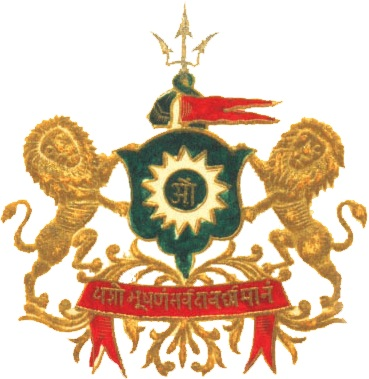
Wadhwan (Gudźarat)
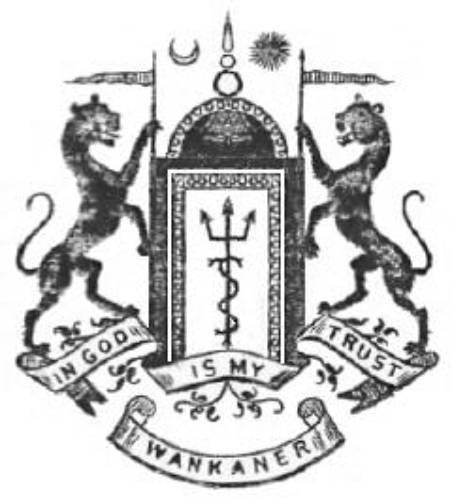
Wankaner (Gudźarat)

## Zobacz
- flaga Indii, hymn Indii
- Godła państw świata